# Русская православная церковь и вторжение России на Украину
Руководство Русской православной церкви (РПЦ) в ходе вторжения России на Украину встало на сторону официальной Москвы. Это стало следствием многолетней зависимости РПЦ от государства, а также политики, проводимой патриархом Кириллом по «вертикализации» власти в РПЦ. После начала полномасштабного вторжения в 2022 году патриарх и другие высокопоставленные иерархи неоднократно выступали с оправданиями войны, распространяя нарративы российской антиукраинской пропаганды. Действия главы РПЦ публично осудили многие государственные и религиозные деятели. Австралия, Великобритания, Канада, Литва, Новая Зеландия, Украина, Чехия и Эстония ввели персональные санкции против патриарха Кирилла.
На фоне войны РПЦ претерпела структурные измерения: заявила об отделении Украинская православная церковь Московского патриархата (УПЦ МП); в свою очередь, более 600 общин УПЦ МП перешли в состав Православной церкви Украины (ПЦУ); заявила об автокефалии Латвийская православная церковь; автономии — Виленская и Литовская епархия. Помимо этого, фактически отношения с РПЦ разорвали Католическая церковь и Константинопольский патриархат.
Официальная позиция РПЦ привела и к расколу внутри духовенства: часть священнослужителей РПЦ, как внутри России так и в зарубежных епархиях, выступила против позиции патриарха Кирилла, и подписали открытое письмо с призывом к примирению и прекращению войны. Многие из антивоенно-настроенных священнослужителей столкнулись с репрессиями — штрафами, отлучением от службы и арестами.

## Роль РПЦ в милитаризации российского общества

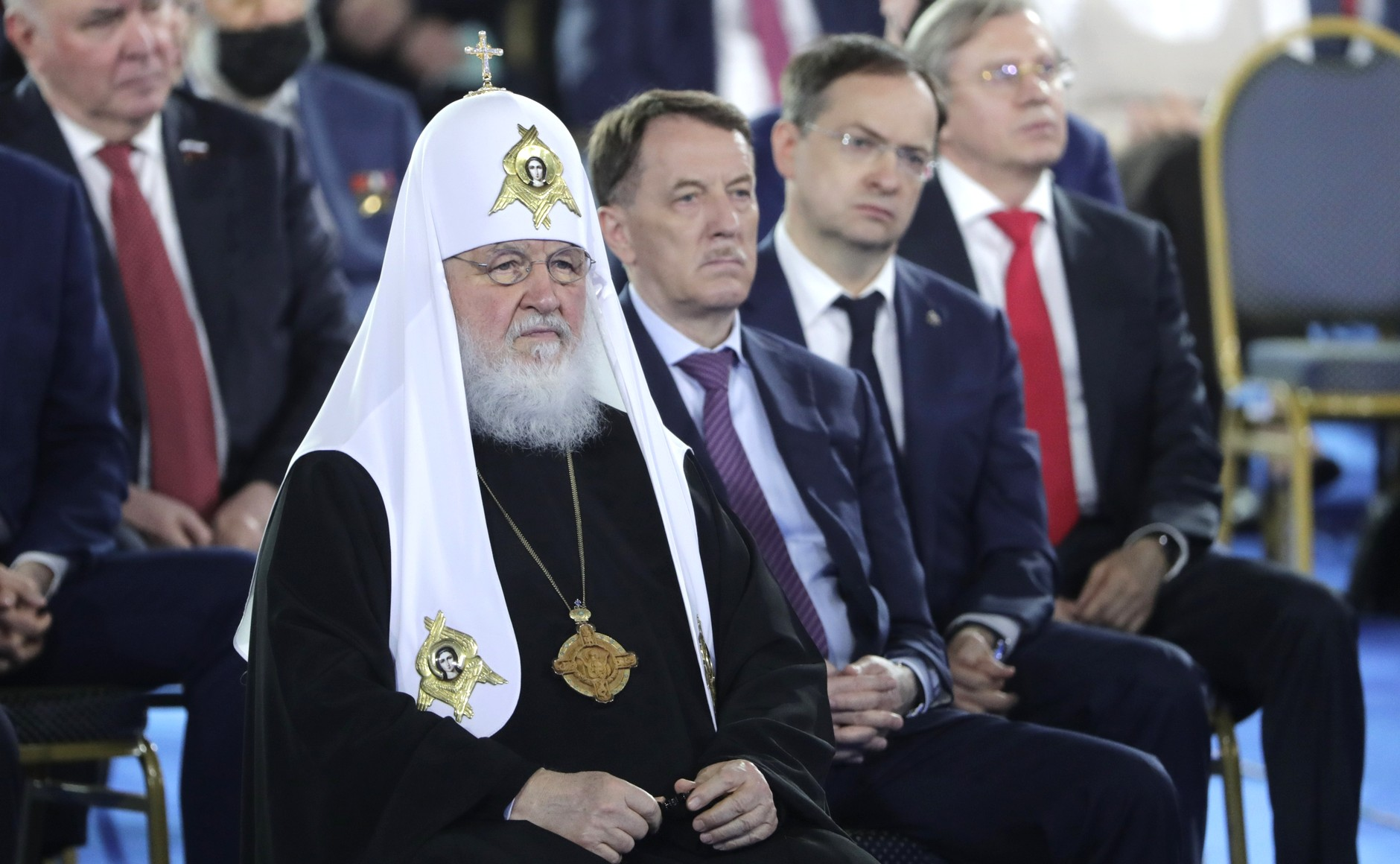
Патриарх Кирилл на послании Федеральному собранию в 2021 году

Считается, что с начала 2000-х Церковь стала новой «религиозной ветвью власти». Согласно религиоведу Николаю Митрохину, в это время руководство РПЦ инициировало ряд реформ по ограничению демократических начал во внутреннем аппарате управления. Например, в некоторых туристических местах, таких как Кижи, самостоятельные приходы были ликвидированы и переподчинены напрямую Московскому патриархату. С приходом к власти патриарха Кирилла в 2009 году в РПЦ начались масштабные реформы, которые привели к построению власти по принципу вертикали — полному контролю над нижестоящими чинами, поддержке политического авторитаризма, дискриминации несогласных с руководством. В документе «О мерах по сохранению памяти новомучеников, исповедников и всех невинно от богоборцев в годы гонений пострадавших», принятом архиерейским собором в 2011 году, есть важный для понимания идеологии официальной Церкви пункт: «Подвиг новомучеников и исповедников свидетельствует об их противостоянии богоборчеству, а не государству как таковому».
Согласно расследованию РБК, РПЦ тесно связана с российскими властями. Так, патриарха Кирилла охраняет государственная охрана, а правительство передало РПЦ как минимум три резиденции — в Чистом переулке Москвы, Даниловом монастыре и Переделкине. При этом доход Церкви значительно зависит от поступления бюджетных средств. Например, только с 2012 по 2015 год РПЦ получила 14 млрд рублей из государственного бюджета. Деньги выделяются в рамках федеральных программ, связанных с развитием духовно-просветительских центров, сохранением и реставрацией церквей. В 2019 году Управление делами Президента Российской Федерации вложило миллиарды рублей в отданный РПЦ Феодоровский городок под Пушкином.

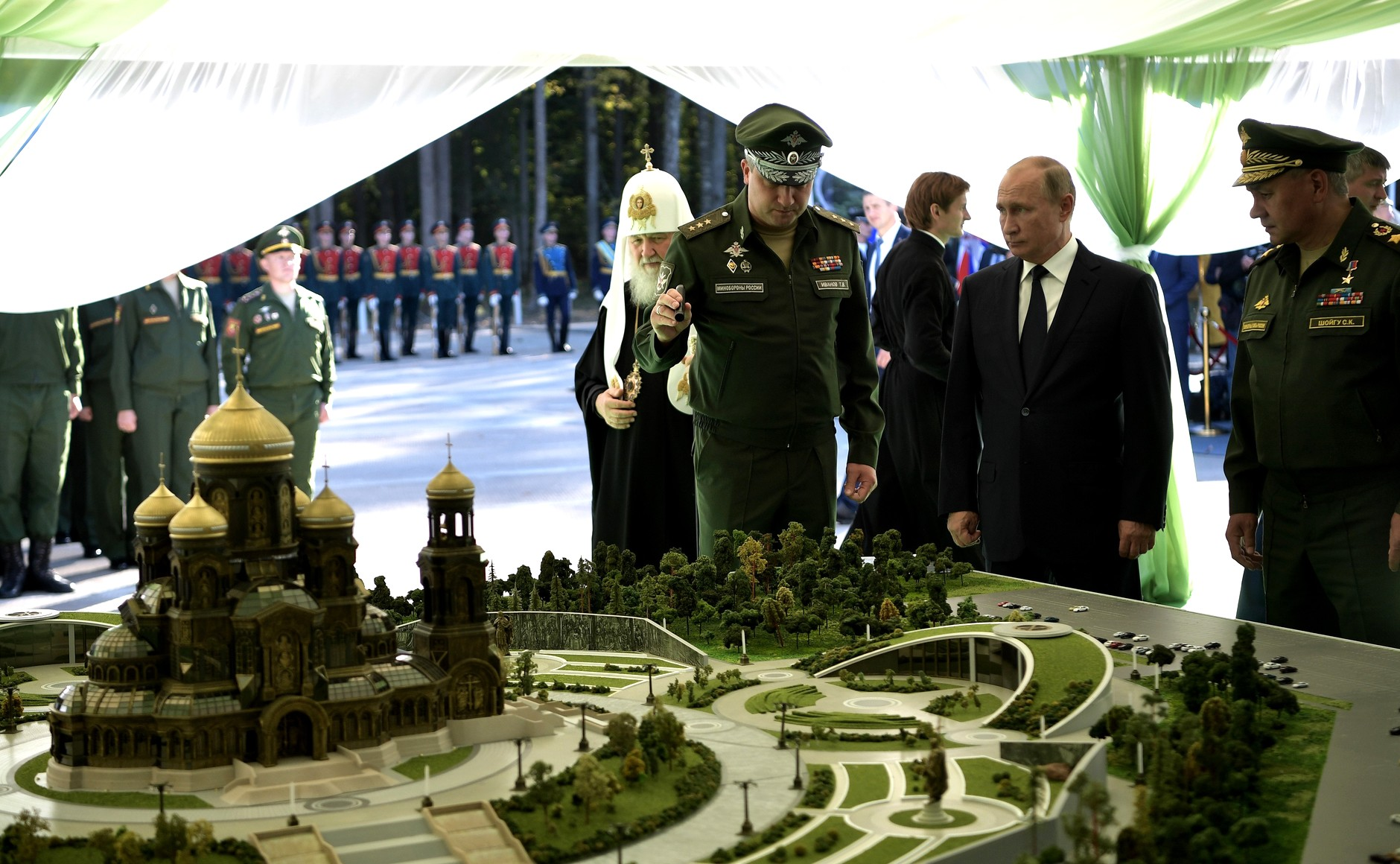
Владимир Путин осматривает макет будущего Храма Вооружённых Сил Российской Федерации, 2018 год

Церковь тесно сотрудничает и с Вооружёнными силами РФ. В 1995 году был создан Синодальный отдел по взаимодействию с вооружёнными силами и правоохранительными органами. В 2001 году Отдел возглавил протоиерей Димитрий Смирнов, впоследствии открыто выступивший с оправданием войны. Шесть из десяти секторов отдела отвечают за связи с правоохранительными органами и структурами вооружённых сил. Военные капелланы, которые изначально появились в армии для смягчения нравов и дополнительного контроля, в 2009 году вошли в структурное подразделение Минобороны внутри РПЦ. Одновременно с этим количество православных священнослужителей в армии значительно выросло — только за 2011 год было создано 240 штатных мест. Казачьи парамилитарные организации начали также выстраивать отношения с РПЦ. Впоследствии многие из них участвовали в военных действиях на Донбассе и Сирии. При церковно-приходских воскресных школах стали появляться военно-патриотические молодёжные клубы. Одновременно с этим священники РПЦ совершали обряды освящения оружия, проводили политизированные телепередачи на федеральном церковном канале «Спас», а также активно использовали риторику о «воинстве Христове» в своих проповедях. С 2018 по 2020-й РПЦ участвовала в строительстве «Главного храма Вооружённых сил Российской Федерации», известным своими милитаристскими символами — так, ступени храма отлиты из сплава из расплавленных траков немецких танков времён Второй мировой войны. В 2013 году РПЦ официально выступила с поддержкой внешнеполитической стратегии России, в том числе военной операции в Сирии. Согласно сделанному в 2011 году заявлению патриарха Кирилла, долгом Церкви является оказывать моральную поддержку ВС РФ и защищать духовный и политический суверенитет.
…хранителем таких непреходящих ценностей для нашей страны, непреложных истин в нашем государстве выступает православие. Оно помогает огромному количеству наших людей не только найти себя в жизни, но и понять, казалось бы, нехитрые вещи, например, что значит быть русским, в чем миссия нашего народа, что в определенный период сделало наш народ великим, самобытным.Владимир Путин

С 2012 года Владимир Путин предпринимал шаги по клерикализации России, фактически сделав РПЦ официальным органом цензуры и контроля нравственности в государстве — показательными стали громкие дела Pussy Riot и Руслана Соколовского. Принятый в 2013 году Закон об оскорблении чувств верующих используется для утверждения российской идеологии — только в 2021 году по нему возбудили 13 дел. Согласно политологу Фёдору Крашенинникову, православное исповедание воспринимается властью как часть собственной идентичности, а отказ демонстрировать симпатию к нему интерпретируется как антигосударственная деятельность. Это позволило укрепить силу влияния церковных лидеров на большие слои населения. 

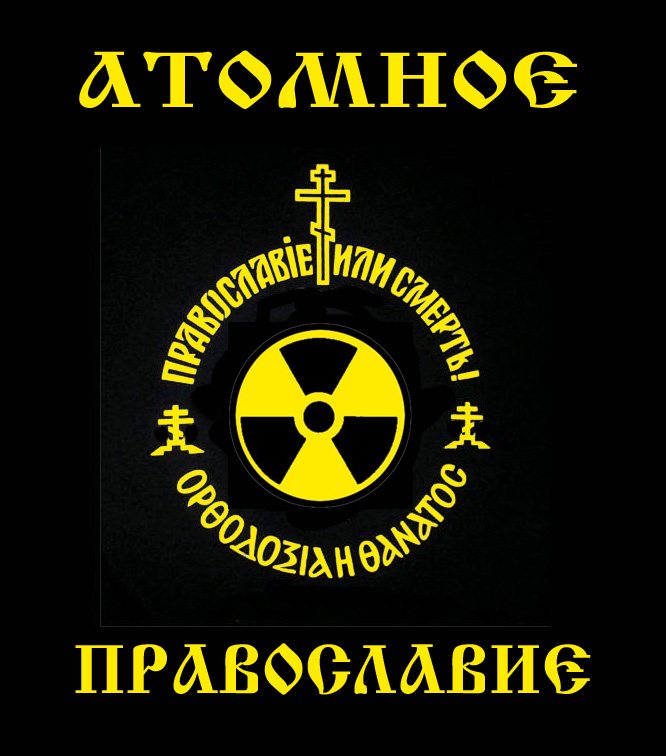
Символ Атомного православия — идея Егора Холмогорова о том, что православие и ядерное оружие являются двумя составляющими безопасности России

Владимир Путин также публично выступает за консервативные религиозные ценности и активно использует образ православного христианина. В 2000 году он заявил, что носит крестик, подаренный ему матерью при «тайном крещении» во младенчестве. В 2007 году он назвал ядерное вооружение и православие «двумя столпами российского общества», гарантирующими внешнюю безопасность и моральное здоровье страны. В 2012 году он охарактеризовал своё президентство как «чудо Божье».
РПЦ называют одним из главных инструментов «мягкой силы» идеологии Русского мира, выстроенной на принципах главенства православия и «антизападничества». Русский мир ставит своей целью продвигать «русскую идентичность» для защиты ценностей «всех русских в мире». При этом в общественном создании этнические и религиозные категории зачастую взаимосвязаны — согласно социальным опросам, в 2021 году более половины населения считали, что следование вере является важной частью «русской» идентичности. В этой идеологической системе Россия — гегемон «православной цивилизации», а РПЦ находится в положении «национального лидера». Согласно представителям православной церкви в России, обществу следует вернуться к своим традициям православной цивилизации, постепенно отвергая западные и секулярные заимствования. Кремлёвская идеология в качестве ассоциируемого с Западом образа врага зачастую представляет ЛГБТ-сообщество, против которого высказывается и РПЦ. При этом в своих проповедях патриарх Кирилл зачастую говорит о том, что входившие в состав СССР страны являются единым народом с общим религиозным происхождением.

## Реакция РПЦ на вторжение в Украину
В 2014 году патриарх Кирилл никак не отреагировал на вторжение в Украину и аннексию Крыма — признание аннексированной территории означало бы, что церковные границы привязаны к государственным. При этом в спецоперации по захвату Крыма участвовали и священники Русской православной церкви по приглашению Министерства обороны РФ. В течение пяти первых лет после аннексии патриарх ни разу не посетил Крым и пытался дистанцироваться от крымской тематики.
Церковные епархии полуострова остались в юрисдикции Украинской православной церкви Московского патриархата. Похожую сдержанную политику РПЦ ранее проводила и в отношении непризнанных территорий Абхазии и Южной Осетии. В то же время фактически крымские епархии действовали как подразделения РПЦ и избегали названия «УПЦ» на вывесках в храмах и в церковных документах, именуя себя «Московский патриархат». В 2015 году Украинская православная церковь Московского патриархата юридически признала Крым частью России и передала ему две епархии.
В феврале 2022 года Путин использовал защиту интересов РПЦ в качестве одного из предлогов для полномасштабного вторжения. 21 февраля он заявил: «В Киеве продолжают готовить расправу и над Украинской православной церковью Московского патриархата…». Согласно источникам «Новой газеты» из Московской патриархии, глава РПЦ заранее знал о готовящемся нападении на Украину. 23 февраля в своём поздравлении в честь дня защитника отечества он заявил: «Не бывает войн без жертв».
При этом в первые дни войны открытых заявлений со стороны руководства Московской патриархии в поддержку войны в Украине не поступало. Вместо этого патриарх Кирилл призывал «молиться за мир» и использовал кремлёвский нарратив об «общем наследии» и «общей судьбе» России и Украины. Так, 27 февраля глава РПЦ высказал опасения, что «злые силы, которые всегда боролись с единством Руси и Русской Церкви», могут одержать верх. При этом он назвал Россию, Украину и Беларусь единой «русской землёй», сославшись на древнерусские летописные источники. 9 марта 2022 года, в первой великопостной проповеди патриарх повторил аргумент пропаганды о том, что в Украине и России живут братские народы, «а по сути, один, русский народ». Он также заявил, что происходящее в Украине — результат геополитики и действий «антироссийских» сил, которые пытаются навязать православному народу чуждые ценности. В этом же обращении Кирилл впервые упоминул имя митрополита Онуфрия — главы Украинской православной церкви Московского патриархата. Глава РПЦ сказал, что «особенно молился за Блаженнейшего Онуфрия (…), чтобы Господь сберег от козней лукавого, сохранил в понимании того, что всякая война — это дело диавольское».
Не дай Бог, чтобы между Россией и Украиной пролегла страшная черта, обагрённая кровью братьев. Мы должны молиться за восстановление мира, за восстановление добрых братских отношений между нашими народами. Залогом этого братства является наша единая Православная Церковь, которая на Украине представлена Украинской Православной Церковью, возглавляемой Блаженнейшим Онуфрием. Мы и за них сегодня молились.
В начале марта 2022 года московская патриархия разослала специальную молитву о мире, обязав её к прочтению для всех храмов из юрисдикции Московского патриархата. Молитва говорила о «духе братолюбия и мира». 6 марта Кирилл выступил с проповедью для православных христиан в день Прощёного воскресенья. Большая часть обращения была посвящена Донбассу и существующему там неприятию «так называемых ценностей, которые сегодня предлагаются теми, кто претендует на мировую власть». Тестом на проход в новый мир патриарх назвал гей-парад: «требования ко многим провести гей-парад и являются тестом на лояльность тому самому могущественному миру». Глава РПЦ публично не поддержал российское вторжение, однако привёл аргументы в его обоснование. По его словам, что война связана с тем, что некие силы восемь лет пытались уничтожить то, что существует на Донбассе. При этом многие проповеди Кирилла упоминают необходимость помогать беженцам. Сначала глава РПЦ уточнял, что речь о людях из Донбасса, а позже перестал указывать на их региональную принадлежность. Отдельные епархии оказывали гуманитарную помощь людям с украинских территорий ещё до 24 февраля, особенно подчеркивая, что речь идет о «беженцах из Донбасса». Ответственным за всю гуманитарную помощь стал Отдел по церковной благотворительности и социальному служению, который возглавляет епископ Пантелеймон (Шатов). На 21 марта 2022 года, согласно представителям РПЦ, церковь помогала более 19 тысячам беженцев. В октябре первого года полномасштабной войны Церковь также выступила с предложением провести благотворительную акцию по «денежному сбору для пострадавших в зоне спецоперации».
Спустя несколько месяцев после начала войны патриарх Кирилл в своих высказываниях начал одобрять военные действия в Украине. В начале апреля во время проповеди он много раз хвалил российских военных и подчеркивал, что благодаря их действиям «решится судьба России». Когда были опубликованы доказательства массовых убийств украинских граждан в Буче российскими военными, патриарх Кирилл охарактеризовал россиян как «мирных, миролюбивых и скромных людей», готовых «защищать свой дом» при любых обстоятельствах. Наутро после Пасхи, 25 апреля 2022 года глава РПЦ также сказал, что вокруг России осложняется обстановка, и в очередной раз призвал «сплотиться вокруг Москвы». В таком же ключе высказывались и отдельные священники в России. Например, протоиерей Андрей Ткачев заявил, что «русский мир противостоит экзистенциальному злу и антихристианской цивилизации Запада». В поддержку военных действий высказался и митрополит Владимирский и Суздальский Тихон (Емельянов). 3 мая 2022 года Патриарх Кирилл совершил Божественную литургию в Архангельском соборе Московского Кремля. В своей проповеди он сказал, что Россия никогда ни на кого не нападала, а только «защищала свои рубежи». В тот же день во время их разговора по телефону Папа римский Франциск призвал патриарха «не опускаться до путинского алтарника». Это является прямым нарушением церковных стандартов, поскольку церковные документы требуют от РПЦ придерживаться антивоенной позиции. Так, согласно Социальной концепции РПЦ, церковь не может сотрудничать с государством, развязавшим агрессивную войну и обязана стать на сторону жертвы «явной агрессии».
В первые месяцы войны патриарх Кирилл к воинам российской армии не обращался, однако 14 марта предстоятель РПЦ передал главе Нацгвардии Виктору Золотову Августовскую икону Божией Матери, чтобы её образ вдохновлял «молодых воинов Росгвардии, которые принимают присягу, которые вступают на путь защиты Отечества». В ответ Золотов поблагодарил патриарха, отметив, что нацгвардейцы тоже принимают участие в боевых действиях, и далее заявил, что «нацисты» прячутся за спинами «стариков, женщин, детей, устраивают огневые позиции в детских садах, школах, в жилых домах, но мы идем к намеченной цели шаг за шагом, и победа будет за нами, а эта икона будет защищать русское воинство и ускорять нашу победу».
21 сентября 2022 года патриарх Кирилл на фоне объявленной президентом России Владимиром Путиным мобилизации для войны в Украине, призвал не считать украинцев врагами. Уже через два дня патриарх Кирилл выступил с проповедью, согласно которой в случае гибели мобилизованных россиян на войне с Украиной тех ждёт «вечная жизнь». 25 сентября он назвал вооруженную агрессию России «междоусобной бранью» и «братоубийственной войной».
Мы знаем, что сегодня многие погибают на полях междоусобной брани. Церковь молится о том, чтобы брань сия закончилась как можно быстрее, чтобы как можно меньше братьев убили друг друга в этой братоубийственной войне. И одновременно Церковь осознает, что если кто-то, движимый чувством долга, необходимостью исполнить присягу, остаётся верным своему призванию и погибает при исполнении воинского долга, то он, несомненно, совершает деяние, равносильное жертве. Он себя приносит в жертву за других. И потому верим, что эта жертва смывает все грехи, которые человек совершил.
В октябре 2022 года патриарх призвал жителей России два дня молиться за здоровье Путина в преддверии 70-летнего юбилея президента. В раздаемых военным молитвенниках Владимира Путина называли архистратигом — предводителем небесного воинства, таким образом приравнивая Путина к Архангелу Михаилу. 20 ноября на трапезе по случаю своего дня рождения патриарх Кирилл заявил, что священники «сегодня на передовой», а российское государство «отстаивает те ценности, которые ставят заслон… движению к концу времен под властью антихриста». Патриарх призвал всю РПЦ «встать на защиту Отечества и делать всё для того, чтобы обрести победу». В свою очередь, 7 января 2023 года в своём рождественском поздравлении Путин похвалил РПЦ за поддержку российских военных и охарактеризовал её как важную стабилизирующую силу для общества в период исторического столкновения между Россией и Западом на Украине.
Синод РПЦ 29 декабря 2022 вынужденно перенёс на неопределённый срок следующий Архиерейский собор, поcкольку без приезда украинских и европейских архиереев невозможен кворум.
19 июля 2023 года в РПЦ на Архиерейском совещании был принят документ, согласно которому, государственная власть Украины «явила себя прямой наследницей большевиков-богоборцев и воздвигает гонения против Православной Церкви».
В апреле 2023 года патриарх Кирилл в проповеди, произнесенной в Архангельском соборе, назвал «внутренними врагами» тех россиян, которые «не связывают свою жизнь с Россией, а только делают в ней деньги, но не готовы служить народу и Отечеству». По мнению агентства Reuters, эти слова были адресованы гражданам РФ, уклоняющимся от призыва в армию, чтобы избежать участия в боевых действиях на Украине. Он также заявил, что в России «сложилась симфония» в отношениях светской и церковной власти. Спустя несколько месяцев Русская православная церковь заявила, что пацифизм несовместим с учением православной церкви и в разные эпохи присутствовал в еретических доктринах.
В январе 2024 года глава РПЦ заявил, что уехавших из России после начала войны в Украине нельзя отвергать, если они возвращаются «с осознанием того, что действительно совершили ошибку». В марте того же года стало известно, что московская патриархия разослала всем священникам документ о необходимости ежедневно совершать молитвы «о Святой Руси». По мнению экспертов, это стало первым официальным документом, регулирующим внутрицерковную поддержку войны. Также в марте, на съезде Всемирного русского собора под эгидой РПЦ, война России против Украины была объявлена «священной». В начале мая патриарх Кирилл обратился с пасхальным посланием, в котором заявил, что Россия переживает «тяжелые» и «судьбоносные» испытания. Глава РПЦ назвал российские земли «свящёнными» и призвал людей молиться за российские власти и военных. Кирилл также выразил надежду, что Бог приведёт к прекращению «междоусобной» войны в Украине. Владимир Путин, также присутствующий на службу, поблагодарил патриарха за его «плодотворное сотрудничество» в «нынешний сложный период». Во время молебна по случаю инаугурации Путина в Благовещенском соборе Кремля в начале мая патриарх Кирилл также пожелал Путину оставаться у власти «до скончания века».

### Участие
Существуют свидетельства и об участии священников РПЦ в военном конфликте на стороне России. Так, ещё за два месяца до войны появлялись несколько официальных сообщений о задержанных священнослужителях Украинской православной церкви Московского патриархата в Киеве и Северодонецке. Они вступали в переписку с российскими военными и передавали информацию о дислокации украинских войск или координатах блокпостов. Согласно The New York Times, священники в оккупированном Славянске часто благословляли боевиков и позволяли им хранить боеприпасы на территории церкви.
На церемонии в Кремле 30 сентября 2022 года, когда Путин принимал в состав РФ четыре аннексированных региона Украины, присутствовали глава Луганской епархии УПЦ МП митрополит Пантелеимон (Поворознюк) и настоятель монастыря Саввы Освященного УПЦ МП в Мелитополе архимандрит Иоанн (Прокопенко).
После объявления мобилизации в России священники начали совершать молебны в местах сбора мобилизованных граждан. Впоследствии в РПЦ призвали допустить священников на все пункты мобилизации. Председатель синодального отдела по взаимодействию с вооруженными силами и правоохранительными органами Московской епархии РПЦ Александр Добродеев заявил, что отправляющиеся в места боевых действий священники также должны иметь социальные гарантии. 14 октября заместитель управляющего делами Московской патриархии епископ Зеленоградский Савва (Тутунов) сообщил, что «Немало … священнослужителей сейчас находятся в войсках на передовой… С февраля трое священников уже погибли на боевом духовном посту». К 2023 году в войсках работали от 15 до 25 штатных военных священников, всего с начала вторжения на фронтах побывали около 90 военных священников. Известно о смерти 5 священников, последний скончался 21 ноября. В начале января 2023 года председатель Синодального отдела по взаимоотношениям Церкви с обществом и СМИ Владимир Легойда сказал, что РПЦ «работает над увеличением числа военных священников и окончательному урегулированию их статуса, социальных гарантий…».
В январе 2023 года патриарх Кирилл высказался, что РПЦ должна больше помогать российским военным и призвал церковные приходы «мобилизовать своих прихожан»: "ищите возможности, собирайте деньги, отправляйте посылки, по возможности сами поезжайте, поддержите военнослужащих.
В апреле 2023 года Патриарх Московский и всея Руси Кирилл подписал указ о назначении протоирея Дмитрия Василенкова, до этого возглавлявшего отдел по взаимодействию с казачеством Санкт-Петербургской епархии, на должность главного военного священника в зоне боевых действий на Украине. Данная должность, существовавшая до 1918 года, была возрождена в 2022 году. В обязанности Дмитрия Василенкова войдет «духовное наставничество российских военнослужащих и сотрудников силовых структур, находящихся в зоне боевых действий».
В августе 2023 года стало известно, что священнослужитель Андрей Дорогобид с началом полномасштабного вторжения уехал в Украину и по возвращении вернулся в церковь, несмотря на то, что это формально нарушает церковные каноны.

## Раскол православной церкви

### Украина

#### Создание Православной церкви Украины (ПЦУ)

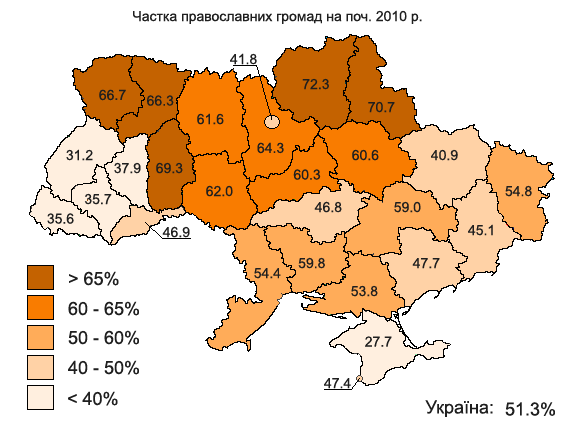
Доля православных общин по регионам Украины, 2010 год

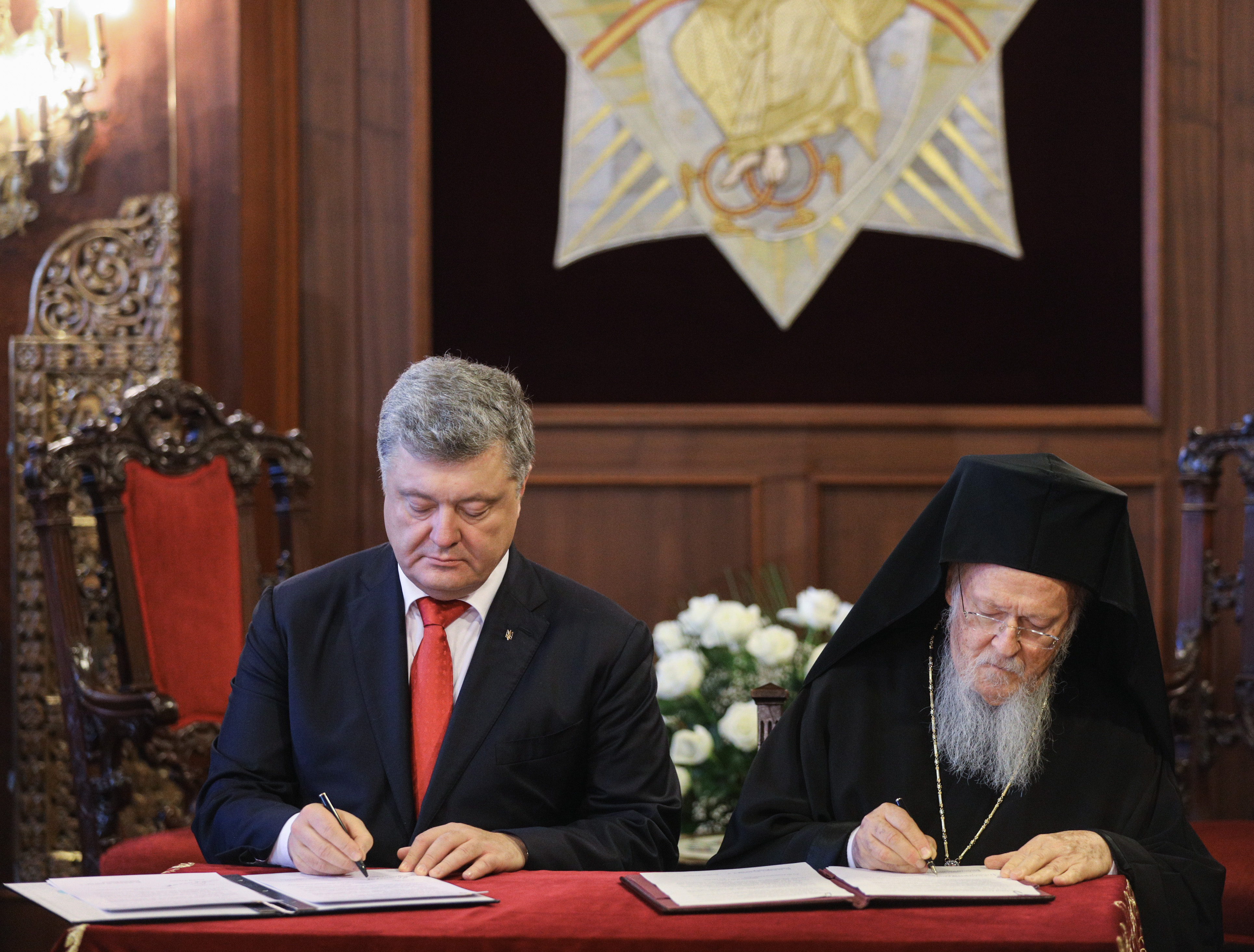
Подписание соглашения «О сотрудничестве и взаимодействии между Украиной и Константинопольским патриархатом», 3 ноября 2018 года

Украина является одной из самых религиозных стран Европы: до 76 % населения верят в Бога, а 37 % регулярно посещают церковь. При этом к 2014 году в Украине отсутствовала единая национальная независимая православная церковь. На тот момент в стране действовали три разных ветви православной церкви. По количеству приходов крупнейшей из них была Украинская православная церковь Московского патриархата (УПЦ МП), объединившая более 12 тысяч приходов. УПЦ МП находилась в прямом подчинении РПЦ и Москвы. Второй по величине была Украинская православная церковь Киевского патриархата (УПЦ КП) — независимая, но не имевшая канонического признания церковь, возникшая в 1992 году среди общин УПЦ МП, недовольных малой автономией от РПЦ, и части общин УАПЦ. Украинская автокефальная православная церковь (УАПЦ) — независимая, но не имевшая канонического признания церковь, возникшая после распада Российской империи, уцелевшая в украинской диаспорае и воссозданная на Украине в конце 1980-х годов.
После революции на Майдане усилилось разобщение между православными церквями Киевского и Московского патриархатов (УПЦ КП и УПЦ МП). УПЦ МП возглавил митрополит Онуфрий (Березовский), имевший репутацию «пророссийского». Из-за вторжения российских войск на Украину в 2014 году многие православные отказались ходить в «московские» церкви. Это способствовало движению за создание единой независимой Украинской православной церкви. В 2016 году президент Украины Пётр Порошенко прилетел в Стамбул, где впервые лично встретился с патриархом Константинопольским Варфоломеем I и попросил предоставить Украине независимую церковь. РПЦ резко негативно отреагировала на эту встречу и отказалась от участия в Всеправославном соборе на Крите в 2016 году, на котором планировалось обсудить независимость украинской церкви. В 2018 году, после официального обращения президента Украины, Верховной рады, всех архиереев УПЦ КП и УАПЦ, а также более 10 архиереев УПЦ МП, Варфоломей I начал процес предоставления афтокефалии Украинской церкви. Он восстановил в сане клир УПЦ КП и УАПЦ, а также отменил решение о присоединении Киевской митрополии к Московскому патриархату от 1686 года. 15 декабря 2018 года был созван Объединительный собор православных церквей на Украине, на котором была образована Православная церковь Украины и избран её предстоятель — митрополит Киевский и всея Украины Епифаний. 6 января 2019 года Вселенским патриархатом ей была дарован томос об автокефалии.

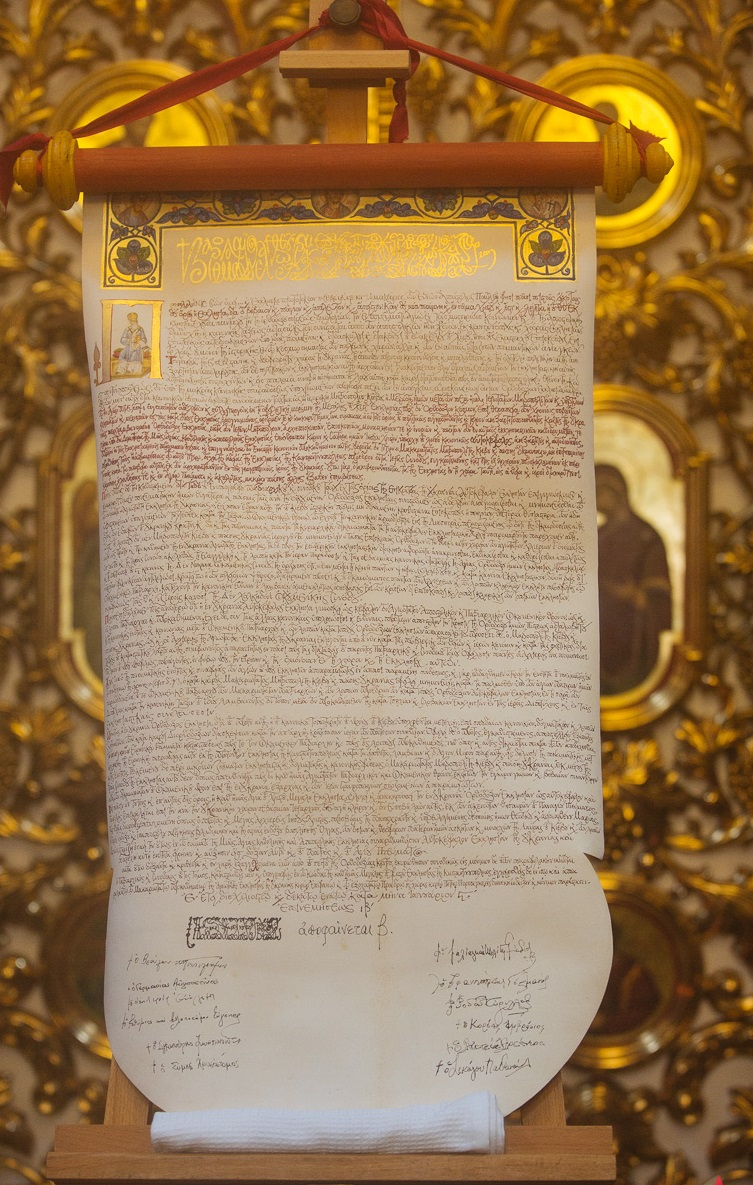
Томос об автокефалии Православной церкви Украины

В ответ на объявление автокефалии ПЦУ Русская православная церковь разорвала отношения с Константинопольским патриархатом. После этого последовал процес призания ПЦУ другими православными церквям. На июнь 2022 года ПЦУ признали: Константинопольская, Элладская, Кипрская и Александрийская православные церкви. При этом Римско-католическая церковь не может признать ПЦУ до того, как это сделают все православные церкви.
В июне 2019 года бывший глава Украинской православной церкви Киевского патриархата Филарет провозгласил возрождение церкви, а себя — её патриархом. Филарета не устроило содержание Томоса об автокефалии из-за «зависимости от Константинополя». Глава ПЦУ митрополит Епифаний сообщил, что его на эту встречу не пригласили и признал, что конфликт между ним и Филаретом существует. ПЦУ также заявила, что для неё это не несёт ни юридических, ни канонических последствий. 13 декабря 2019 года Министерство юстиции Украины сообщило о прекращении регистрации Киевской патриархии как юридического лица.

#### Обособление УПЦ от РПЦ

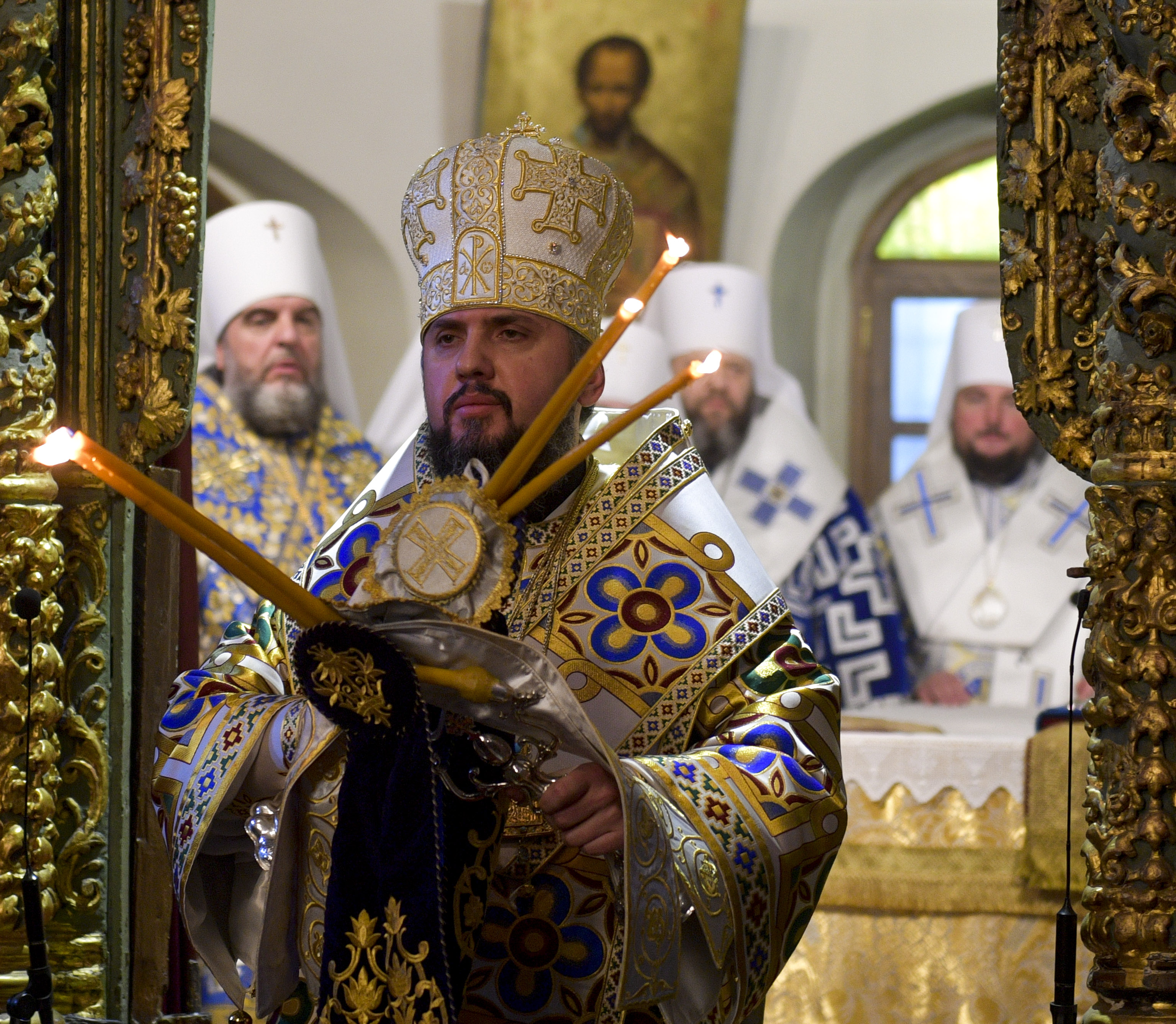
Митрополит Киевский и всея Украины Епифаний в 2019 году

После вторжения России на Украину в феврале 2022 года, жители Украины начали массово бойкотировать церковь Московского патриархата. Если до 2014 года 40 % украинских верующих поддерживали УПЦ КП и 20 % — Церковь Московского патриархата, то после ПЦУ претендовала на поддержку 52 % опрошенных. Проведённый в апреле 2022 года опрос общественного мнения показал, что 74 % украинцев выступили за разрыв связей УПЦ МП с Россией, а 51 % — за полный запрет церкви на территории страны. Отдельные священники в Украине, включая победителя шоу «Голос Украины» Александра Клименко, открыто назвали Путина военным преступником. В мае глава ПЦУ митрополит Киевский и всей Украины Епифаний призвал Вселенского патриарха и глав других поместных автокефальных православных церквей осудить за пропаганду войны и лишить престола патриарха Кирилла. В своём обращении митрополит Епифаний уточнил, что нужно противостоять идеологии «русского мира», которая является «фашистской, душегубской доктриной, завёрнутой в блестящую фофудью проповедей Кирилла Гундяева и его приспешников». Священный синод Православной Церкви Украины призвал духовенство и мирян парафий Московского патриархата переходить в ПЦУ:
Наш Священный Синод призывает архиереев, духовенство, монастыри и религиозные общины, которые находятся в юрисдикции Московского патриархата в Украине, последовать Томосу об автокефалии ПЦУ и войти в каноническое единение с Православной Церковью Украины.
Вскоре начался массовый переход общин Московского патриархата в состав ПЦУ — только за три с половиной месяца РПЦ покинули 424 прихода (более 500 — к началу июня). Это самый высокий темп перехода за современную церковную историю. Для сравнения: за первые шесть месяцев после получения своей независимости в ПЦУ перешло чуть более 500 общин. При этом подавляющее большинство епархий избрали более мягкую форму протеста — перестали упоминать патриарха Кирилла во время богослужения. На май 2024 года от почти 700 до более тысячи храмов Украинской православной церкви Московского патриархата перешли в состав независимой от РПЦ Православной церкви Украины.
Против РПЦ выступил и глава УПЦ МП митрополит Онуфрий. До этого у него была репутация «промосковского» священнослужителя, поддерживающего идеологию РПЦ. При аннексии Крыма в 2014 году он осудил власти Украины, которые привели к «кровавому Майдану». Сразу после полномасштабного вторжения в 2022 году он выступил с обращением, в котором назвал войну «братоубийственной» и призвал верующих «к усиленной покаянной молитве за Украину, за наше войско и наш народ». Он также обратился к патриарху Кириллу с призывом содействовать остановке войны. Имя главы РПЦ перестали упоминать в молитвах даже в Киево-Печерской лавре. Помимо этого, в апреле 2022 года священники Украинской православной церкви Московского патриархата начали сбор подписей за то, чтобы отдать патриарха Кирилла под церковный трибунал из-за его поддержки войны в Украине. Среди выдвинутых обвинений: проповедь не соответствующей православному учению доктрины «русского мира» и «моральные преступления». Только за апрель письмо подписали около 400 священников.
27 мая в Киеве прошёл собор УПЦ МП, по результатам была объявлена независимость от РПЦ, но при этом в новом уставе была сохранена ссылка на каноническую связь. Церковь официально осудила войну в Украине в результате агрессии Российской Федерации как нарушение Божьей заповеди «Не убий!», выразила соболезнования всем пострадавшим и заявила о несогласии с позицией патриарха Московского и всея Руси Кирилла. На это заявление патриарх Кирилл заявил, что «с пониманием» относится к позиции киевского митрополита Онуфрия и епископата УПЦ. По его словам, никакие временные преграды не должны разрушить «духовное единство нашего народа».
Если бы Патриарх Кирилл промолчал, это было бы одно. Но практически каждую неделю он говорил вещи, неприемлемые для украинского общества, в том числе и для прихожан. […] Когда люди приходили в церковь и слышали его имя, это мешало их молитве.митрополит Климент
В результате отделения УПЦ МП одномоментно РПЦ потеряла 34 % от общего числа своих приходов. При этом отдельные епархии сохранили поддержку РПЦ. Так, в Черкасской епархии местный митрополит Феодосий в своем указе о запрете перешедшего в ПЦУ священника Романа Личка, цитирует один из стихов богослужения: «Лучше б тебе, Иуда, предатель, и не рождаться на свете». При этом в новостях на сайте этой епархии сообщается о помощи беженцам, «которые пострадали вследствие боевых действий». По словам Сергея Чапнина, старшего научного сотрудника по православным христианским исследованиям Фордемского университета в США, пророссийская фракция в церкви остается сильной. Несколько епископов оспаривали решение разорвать связи с русской материнской церковью.

#### Подчинение части украинских епархий синоду РПЦ

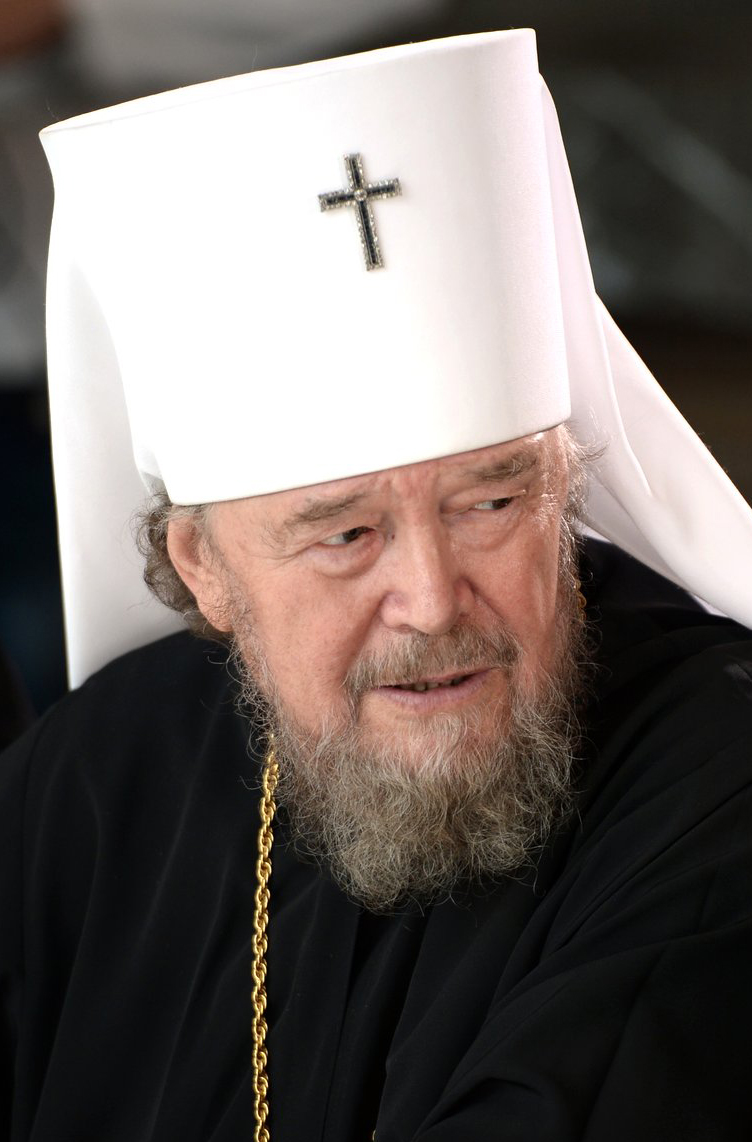
Митрополит Лазарь в 2015 году

В июне 2022 года Джанкойскую, Симферопольскую и Феодосийскую епархии Украинской православной церкви (Московского патриархата) объединили в Крымскую митрополию, которая перешла в прямое подчинение синода РПЦ. Её возглавил 83-летний митрополит Лазарь (Ростислав Швец). С 2014 года он ни разу публично не высказался против российской аннексии Крыма и приветствовал назначение Сергея Аксёнова на пост российского главы Крыма.
В октябре 2022 года РПЦ подчинила себе Ровеньковскую епархию в Луганской области.
УПЦ данных решений РПЦ не признала.

#### Противодействие властей Украины Московскому патриархату
Несмотря на отделение УПЦ от РПЦ, украинская общественность по-прежнему воспринимает священнослужителей и верующих этой церкви как «пророссийски настроенных». Согласно проводимым исследованиям, многие из них действительно выступают против отделения от РПЦ и разрыва отношений с Россией. Опрос, проведённый Киевским международным институтом социологии, показал, что на май 2023 года запрет УПЦ МП поддерживали 54 % опрошенных украинцев.
В конце октября 2022 года и. о. главы Службы безопасности Украины Василий Малюк заявил, что с начала вторжения ведомство открыло 23 уголовных дела против деятелей УПЦ, а 33 священнослужителя являются подозреваемыми. На тот момент самым высокопоставленным обвиняемым был глава Тульчинский и Брацлавский епархии митрополит Ионафан (Елецких), против которого было возбуждено уголовное дело по четырём статьям УК Украины («разжигание религиозной вражды», «оправдание (…)», призывы к изменению конституционного строя и государственных границ).
12 ноября 2022 года прихожане Киево-Печерской лавры исполнили в одном из её храмов песню о возрождении России. Вслед за этим 22 ноября 2022 года служба безопасности Украины начала проводить обыски на объектах Украинской православной церкви Московского патриархата (УПЦ МП). В Киево-Печерской лавре, как отчиталась СБУ, в покоях митрополита изъяли «большое количество изготовленных в РФ антиукраинских материалов», содержащих признаки уголовных преступлений. В покоях ректора Почаевской духовной семинарии УПЦ МП (Тернопольская область) епископа Иова (Смакоуза) хранился целый тираж пропагандистских книг московских праворадикальных авторов Михаила Назарова и Вячеслава Манягина «Вождю Третьего Рима» и «Третий Рим». Диссертация Иова, написанная под влиянием подобной литературы, посвящена «русской церковной идентичности» Галичины и Закарпатья и отрицанию целостности Украины.
Руководство УПЦ МП называло подобные обвинения «недоказанными и безосновательными», а всех епископов и священников на оккупированных территориях — «не коллаборантами». Тем не менее сразу после обысков на заседании киевского Синода 23 ноября УПЦ демонстративно приняла решение об отставке нескольких митрополитов: Кировоградского и Новомиргородского Иоасафа (Губени), Ивано-Франковского Серафима (Зализницкий), а также Изюмского и Купянского Елисея (Иванов) и Роменского и Буренского Иосифа (Масленников) — которые покинули территорию Украины и получили статус беженцев в РФ.
23 ноября фракция «Европейская солидарность» зарегистрировала в Верховной раде законопроект о запрете в Украине религиозных организаций, «признающих подчиненность в канонических, организационных и других вопросах» Московской патриархии.
1 декабря 2022 года президент Украины Владимир Зеленский заявил: «Мы обеспечим для нашего государства всю полноту независимости. В частности, духовную независимость. Мы никогда и никому не позволим строить империю в украинской душе.» После этого он утвердил решение Совета национальной безопасности и обороны Украины (СНБО), которым поручил правительству подготовить законопроект о прекращении деятельности в Украине «религиозных организаций, аффилированных с центрами влияния в Российской Федерации». Госслужбе по этнополитике и свободе совести поручено организовать религиоведческую экспертизу «Устава об управлении УПЦ» «на наличие церковно-канонической связи с Московским патриархатом». В «церковный список» санкций СНБО внесли 10 человек — представителей московского патриархата или тесно связанных с ним. Большинство из попавших в список находятся за рубежом или на оккупированных территориях.
23 января 2023 года Владимир Зеленский по представлению СНБО подписал указ о введении санкций против 22 представителей Русской православной церкви. В список были включены племянник патриарха и представитель Русской православной церкви при Всемирном совете церквей в Женеве Михаил Гундяев, митрополит Будапештский и Венгерский Иларион (Алфеев), замглавы Синодального отдела по взаимоотношениям церкви с обществом и СМИ Вахтанг Кипшидзе, советник патриарха протоиерей Николай Балашов, митрополит Владимирский и Суздальский Тихон (Емельянов), глава Синодального отдела по взаимоотношениям церкви с обществом и СМИ Московского патриархата Владимир Легойда, глава отдела внешних церковных связей Московского патриархата митрополит Волоколамский Антоний (Севрюк).
К январю 2023 года Украина забрала из пользования Московского патриархата Успенский собор Киево-Печерской лавры и лаврскую Трапезную церковь. В марте 2023 года руководство национального заповедника «Киево-Печерская лавра» обязало представителей Украинской православной церкви покинуть территорию и здания лавры до 29 марта. В ответ представители Украинской православной церкви отказались покидать Киево-Печерскую лавру и подали в суд иск, оспаривающий решение о выселении. В августе суд удовлетворил иск заповедника «Киево-Печерская лавра» к УПЦ, согласно этому решению монахи находятся на территории монастыря безосновательно и должны быть выселены. Однако по состоянию на весну 2024 года судебные тяжбы продолжаются. Несколько корпусов опечатаны заповедником, но несмотря на то, что значительная часть монахов покинула территорию лавры, отдельные священнослужители по-прежнему пользуются большей частью помещений.
В октябре 2024 года Верховная рада приняла в первом чтении законопроект № 8371 «О внесении изменений в некоторые законы Украины о деятельности в Украине религиозных организаций», связанных с РПЦ. Законопроект предусматривает запрет в Украине деятельности церквей, руководство которых находится в государстве, ведущем вооруженную агрессию против страны. Несмотря на утверждения УПЦ о своей независимости, экспертиза, проведённая по инициативе украинских властей, доказывает её связь с Москвой. Против ряда священников УПЦ были возбуждены уголовные дела, связанные с их поддержкой действий России. В УПЦ МП выступили против законопроекта, заявив, что он не соответствует Европейской конвенции по правам человека и Конституции Украины. 5 марта 2024 года Комитет Верховной рады по вопросам гуманитарной и информационной политики финализировал документ и подготовил его ко второму чтению, изменив его название на закон «О защите национальной и общественной безопасности, прав и свобод человека в сфере деятельности религиозных организаций». На май 2024 года, несмотря на продолжающиеся обсуждения, закон так и не был принят.

### Балтийские страны

#### Латвия
Латвийская православная церковь считается независимой и де-факто независимой от Московского патриархата. С 2019 года церковными иерархами могут становиться только граждане Латвии, прожившие в стране не менее 10 лет.
Война – самый бессмысленный и страшный грех. Также как и кровопролитие и всё остальное. Наша задача – молиться Богу и просить, чтобы он положил конец этой войне и способствовал единству латвийского общества. Мы, русскоговорящие жители Латвии, не несем ответственности за то, что делают правители других стран. Именно поэтому мы едины, еще раз говорю, и хочу, чтобы мы все были едины перед Богом и нашей драгоценной Латвией.
После начала войны в Украине Латвийская православная церковь осудила вторжение России, однако имя патриарха Кирилла по-прежнему упоминалось в молитвах. 8 сентября стало известно, что Сейм Латвии вывел местную православную церковь из подчинения РПЦ, сделав её по сути автокефальной. Предложение о независимости ЛатПЦ поступило от президента страны Эгилса Левитса. Светские власти не могут даровать автокефалию, но на практике закон помешает Москве вмешиваться в процесс утверждения и отстранения митрополита, архиепископов и епископов. Церковь не выразила несогласия с решением сейма, однако на официальном сайте ЛПЦ появился призыв молиться против расколов.
В конце сентября Кабинет министров Латвии уполномочил министра юстиции Яниса Борданса обратиться к патриарху Кириллу с просьбой выдать Латвийской православной церкви томос об автокефалии. 20 октября 2022 состоялся собор ЛПЦ, где большинством голосов (160 из 161) было решено обратиться к патриарху Кириллу с просьбой о предоставлении канонической автокефалии.

#### Литва
25 февраля канцлер Виленской и литовской епархии РПЦ Виталий Моцкус опубликовал на литовском языке статью «Православные Литвы осуждают действия России по вторжению в Украину». При этом Виленская епархия продолжила упоминать патриарха Кирилла в своих молитвах. В начале марта против этого публично выступил настоятель Пятницкой церкви в Вильнюсе Виталиус Даупарас. На проведённом 17 марта заседании митрополит Виленский и Литовский Иннокентий (Васильев) выступил с осуждением войны России против Украины, указав на то, что «У нас c Патриархом Кириллом разные политические взгляды и восприятие текущих событий».
Мы решительно осуждаем войну России против Украины и молим Бога о ее скорейшем прекращении. Как вы, наверное, уже успели заметить, у нас c патриархом Кириллом разные политические взгляды и восприятие текущих событий. Его политические высказывания по поводу войны в Украине — это его личное мнение. Мы в Литве с этим не согласны. Хотелось бы здесь открыто сказать о том, что мы, православные в Литве, имея на сегодня возможность независимо решать свои внутрицерковные дела, будем и дальше стремиться к еще большей церковной независимости, веруя, что Господь дарует таковую в свое время.
Несмотря на публичное осуждение войны Иннокентием, вскоре внутри Виленской и Литовской епархии начались репрессии против придерживающихся антивоенной позиции священнослужителей. В середине апреля Даупарас и Сунгайлу (священник Пречистенского кафедрального собора в Вильнюсе) были уволены, а Моцкус — понижен до рядового священника. В литовских СМИ увольнение несогласных представили как преследование за позицию по Украине. На увольнения отреагировал мэр Вильнюса Ремигиюс Шимашюс заявив, что традиционная для Литвы церковь — это, возможно, церковь Киевского или Константинопольского патриархата, а не Московская. Литовская епархия тут же объявила несогласных раскольниками.
Во второй половине мая премьер-министр Ингрида Шимоните написала письмо константинопольскому патриарху Варфоломею с просьбой содействовать православным клирикам Литвы, которые хотят покинуть РПЦ, таким образом выступив за создание альтернативной церковной структуры. В письме она подчеркнула, что православные Литвы, в числе которых украинцы и белорусы, «имеют право исповедовать свою веру без конфликта совести». В отчет на письмо в середине декабря 2022 Вильнюс от Константинопольского патриархата посещал митрополит Халкидонский Эммануил (Адамакис).
В конце мая патриарх Кирилл принял ходатойство митрополита Иннокентия о предоставлении более широкого автономного статуса православным в Литве и согласился на создание комиссии по наработке проекта о самоуправляемой церкви Литвы, однако в состав комиссии не вошли представители Литовской церкви. По мнению экспертов, обсуждаемое углубление автономии церкви в Литве является попыткой удержать власти от создания в стране альтернативной структуры — церкви Константинопольского патриархата. Сделать это РПЦ будет крайне трудно, так как политическое руководство Литвы настроено к РПЦ и патриарху Кириллу крайне негативно — именно Литва предложила ввести персональные санкции против патриарха Кирилла на уровне ЕС.
В феврале 2024 года стало известно, что в Литве было официально одобрено сосуществование двух православных церквей — помимо Виленской и Литовской епархии, в стране был зарегистрирован экзархат, который будет подчиняться Константинопольскому патриархату. Новая религиозная община насчитывает десять священнослужителей, её возглавил эстонский священник Юстинус Кивилоо. Все священники экзархата ранее вступали в конфликт с патриархом Кириллом из-за его поддержки вторжения в Украину. Первая встреча духовенства и мирян Константинопольского патриархата прошла 13 апреля 2024 года.

#### Эстония
В Эстонии существуют одновременно две православные юрисдикции — Эстонская православная церковь Московского патриархата (ЭПЦ МП) (37 приходов) и Эстонская апостольская православная церковь (ЭАПЦ) (61 приход), которая действует с 1996 года и подчиняется Константинопольскому патриархату. В ЭПЦ МП числятся более 85 % православного населения Эстонии, однако Церковь лишена имущественных прав и арендует храмы у государства.
После начала военных действий в Украине в 2022 году глава ЭПЦ МП митрополит Евгений не поддержал, но и не осудил политику России. 18 августа он заявил, что Эстонская православная церковь подвергалась нападкам в национальных средствах массовой информации. По словам митрополита, происходящие события являются «испытанием, которое попустил нам Господь». В ответ министр внутренних дел Лаури Ляэнеметс заявил: «Это серьёзная проблема, когда церковь занимает провоенные позиции. Что касается Русской православной церкви в Эстонии, которая находится в подчинении Московского патриархата, то мы очень внимательно следим за тем, что там делается и говорится. Насколько мне известно, никаких прямых призывов и прямых действий этой церкви пока нет». Он также добавил, что ждёт добровольного отделения ЭПЦ МП от РПЦ.
В начале октября прихожане Эстонской православной церкви Московского патриархата выступили с коллективным обращением против позиции патриарха Кирилла, и также призвали дистанцироваться от неё митрополита Таллиннского и всея Эстонии. 6 октября Синод ЭПЦ МП заявил, что церковь осуждает войну, молится за украинцев, но выразил непонимание, почему от церкви постоянно требуют политических заявлений. Однако министр внутренних дел Ляэнеметс заявил, что его не устраивает позиция Церкви, и он ждёт прямого осуждения патриарха Кирилла.
Мы должны быть уверены, что ни одна организация, в том числе религиозная, на территории Эстонской Республики не поддержит войну и дистанцируется от разжигания войны. Если она этого не сделает, то это означает противоположную позицию, а противоположной позиции ни у одной эстонской организации быть не может. Это напрямую вопрос безопасности.
Министр внутренних дел дал митрополиту Евгению для ответа срок до 12 октября. В ином случае Ляэнеметс пообещал внести предложение об аннулировании постоянного вида на жительство митрополита. 12 октября 2022 года митрополит Евгений в ответном письме Ляэнеметсу и министру юстиции Лее Данильсон-Ярг заявил, что «Опираясь на православное вероучение, Эстонская Православная Церковь выступает против войны, она за мир и за мирное разрешение любых конфликтов» и «Я не разделяю слов Святейшего Патриарха Кирилла, произнесённые им в проповеди 25.09.2022, об отпущении всех грехов военнослужащим, погибшим при исполнении воинского долга». Однако позже он снова заявил в интервью, что не считает слова патриарха прямым призывом к войне. В феврале 2024 года митрополит Евгений покинул Эстонию, после того как его вид на жительство не был продлён. МВД Эстонии заявило, что митрополит представляет угрозу безопасности государства.
При этом управляющий ЭАПЦ митрополит Стефан (Хараламбидис) публично раскритиковал заявления патриарха Кирилла о конфликте в Украине. 17 марта 2022 года руководители эстонских церковных приходов и Совета церквей Эстонии опубликовали письмо, в котором говорили об осуждении гибели мирных жителей: «тысячи людей погибли, в том числе невинные дети, подростки, старики».
6 мая 2024 года члены Рийгикогу приняли заявление, в котором осудили деятельность Московского патриархата по «оправданию и поддержке направленной против Украины российской агрессии» и объявили Московский патриархат «институтом, поддерживающим военную агрессию Российской Федерации». Парламентарии отметили, что это касается Московского патриархата как института и руководящего органа, а не православных людей. В Рийгикогу упомянули, что в марте под был создан во главе с патриархом Кириллом Всемирный русский народный собор, который принял программный документ «Настоящее и будущее Русского мира». В нём война на Украине названа «священной». Министр МВД ожидает, что ЭПЦ МП признают деятельность патриарха Кирилла «ересью» и разорвёт отношения с Москвой.

### Другие общины
Большинство представителей епархий РПЦ по всему миру осудили вторжение России в Украину. В начале марта 2022 года глава Всемирного совета церквей Иоанн Саука обратился к патриарху Кириллу с призывом повлиять на военно-политическое руководство РФ. В ответ глава РПЦ заявил, что Запад преследовал одну цель — ослабить Россию и сделать «братские народы — русских и украинцев — врагами».
За два дня до начала войны архиепископ Грузинской православной церкви Зинон (Иараджули), управляющий приходами в Великобритании и Ирландии, отправил письмо послу Украины Вадиму Пристайко, в котором писал:
Наш народ, грузины и украинцы, хорошо осознают боль и чувство несправедливости, вызванные вторжением России. Мы надеемся, что после опыта 2008 года с Грузией и 2014 года с Украиной международное сообщество поймет опасность и сможет взаимодействовать с Россией с максимальными дипломатическими усилиями, чтобы предотвратить пролитие невинной крови.
24 февраля предстоятель Православной церкви в Америке митрополит Тихон выступил против проводимых военных действий: «Я прошу немедленно прекратить военные действия, а президента Путина — положить конец военным операциям. Как православные христиане, мы осуждаем насилие и агрессию».
Однако в этом же обращении Тихон назвал украинцев и россиян «братьями и сёстрами» (без упоминания «во Христе»), выразив поддержку только УПЦ МП митрополиту Онуфрию, проигнорировав главу Православной Церкви Украины Епифания.
В начале марта община РПЦ в Амстердаме официально разорвала отношения с московским патриархатом и заявила о намерении перейти под начало Вселенского патриархата. Также о выходе из-под начала Московского патриархата заявил Крестовоздвиженский приход в итальянской Удине. К патриарху Кириллу обратились Митрополит Иоанн (Ренето) и митрополит варшавский и всея Польши Савва с просьбой возвысить свой голос и способствовать прекращению агрессии против Украины. Глава Парижской архиепископии митрополит Иоанн написал патриарху письмо, заявив о полной солидарности с Украиной.
Отдельные епархии РПЦ осудили войну, но не выступили открыто против позиции патриарха Кирилла. Так, патриарх Румынской православной церкви Даниил призвал «найти путь к мирному диалогу» и призвал немедленно прекратить «войну, начатую Россией против суверенного и независимого государства». Архиерей Русской православной церкви заграницей Ириней (Стинберг) сказал, что будет молиться и за украинцев и за русских, ибо «Божья любовь не знает политических границ. Все нуждаются в нашей горячей молитве, любви и заботе; и все её получат».
В начале войны митрополия Православной церкви Молдовы призвала остановить «вооруженный конфликт», однако не упомянула российскую армию или имя Путина. Одновременно с этим некоторые молдавские священники начали распространять ложную информацию о нападении России на Украину. Архиепископ Бельцкий и Фэлештский Маркелл на пасхальном фестивале появился с георгиевской ленточкой — это произошло после того, как власти приняли закон, признающий георгиевскую ленту символом военной агрессии, и запретили этот символ в Молдове. Вскоре Молдавская митрополия заявила, что все подобные случаи будут задокументированы, а священники — наказаны в соответствии с канонами Церкви. К своему 70-летию митрополит Кишиневский и всея Молдовы Владимир был награждён патриархом Кириллом орденом преподобного Серафима Саровского. В конце сентября Либеральная партия выступила с предложением о выходе Православной церкви Молдовы из-под подчинения Московскому патриархату. Также несколько священнослужителей Молдовы призвали к переговорам о присоединении к Румынской православной церкви. Однако на 2024-й год Православная церковь Молдовы по-прежнему остается в статусе самоуправляемой части РПЦ. При этом из-за несогласия с позицией РПЦ отдельные церкви вышли из состава Молдавской митрополии РПЦ и присоединилась к Бессарабской митрополии в составе Румынской православной церкви.
Глава Белорусской православной церкви митрополит Минский и Заславский Вениамин 3 марта 2022 года призвал сделать шаги навстречу друг другу, заявив: «Как в обычной семье бывают времена испытаний, так и во взаимоотношениях братских народов возникают противоречия, конфликты, разрешить которые порой очень непросто. А враг рода человеческого особенно радуется, когда брат идёт на брата». Патриарх Беларуси также как и РПЦ поддерживает войну и государственную власть.
В сентябре 2023 года из Болгарии были высланы три священника РПЦ. Правительство Болгарии посчитало их причастными к «гибридной стратегии» Кремля по влиянию на общественные процессы в стране. Среди них был Архимандри́т Вассиа́н (Николай Змеев). За несколько дней до этого власти Северной Македонии также отказали архимандриту Вассиану во въезде в страну в связи с «получением от компетентных органов информации о совершенных россиянами действиях, нарушающих Венскую конвенцию о дипломатических отношениях». Несмотря на то, что Болгарская православная церковь не отделилась от РПЦ, считалось, что её глава, патриарх Неофит, выступал против войны в Украине. В 2024 году, незадолго до своей смерти, он заявил: «Господь Бог и Святая Церковь благословляют только ту армию, которая не проявляет агрессии, но единственной целью которой является защита и оборона своего народа и государства, в его международно признанных территориальных пределах». При этом на состаявшиеся в марте 2024 года похороны патриарха Неофита патриарх Кирилл приглашён не был.

## Отношения с Ватиканом и Константинополем
Публичная поддержка РПЦ войны в Украине значительно ухудшила отношения между РПЦ и Ватиканом. В мае 2022 года папа римский Франциск в интервью итальянской газете Corriere della Sera рассказал о своём разговоре с патриархом Кириллом, который состоялся 16 марта. По словам понтифика, глава РПЦ зачитал ему двадцатиминутную лекцию о причинах российского вторжения в Украину и призвал его «вместе искать путь к миру». Впоследствии стало известно об отказе Ватикана участвовать в встречи с главой РПЦ в июне.
Первые 20 минут с картой в руках он читал мне обоснования войны. Я выслушал и сказал ему: я ничего в этом не понимаю. Брат, мы не государственные клирики, мы не можем использовать язык политики, но язык Иисуса.Папа римский Франциск о разговоре с патриархом Кириллом
14 сентября 2022 года понтифик выступил на седьмом Конгрессе лидеров мировых и традиционных религий в столице Казахстана с заявлением, что Бог не поддерживает войну и призвал не оправдывать военные действия религией. Патриарх Кирилл отказался от поездки на Конгресс. В октябре Митрополит Волоколамский Антоний раскритиковал интервью, в котором папа римский «карикатурно пересказал» мартовский разговор с патриархом Кириллом. Антоний также заявил, что православная и католическая церкви напрямую практически не общаются.
Ватикан никак не отреагировал на опубликованное в 2024 году заявление РПЦ о «священной войне» России против Украины и мира. Одновременно с этим в марте того же года папа римский Франциск заявил: «Самый сильный тот, кто смотрит на ситуацию, думает о людях, имеет смелость белого флага и ведет переговоры», что вызвало широкую общественную реакцию в Украине.
Вселенский патриарх Варфоломей также выступает с осуждением действий патриарха Кирилла. В декабре 2022 года он провёл параллель между «мессианством» московского патриархата и «идеями немецкого национализма», которые в XX веке привели к нацизму. В 2023 году Варфоломей подчеркнул, что эта война не «священная», а «безбожная» и заявил, что по его мнению, руководство РПЦ разделяет ответственность с российскими властями за возможные преступления в Украине.

## Репрессии против антивоенных священнослужителей
Мы, священники и диаконы Русской православной церкви, каждый от своего имени, обращаемся ко всем, от кого зависит прекращение братоубийственной войны в Украине, с призывом к примирению и немедленному прекращению огня. [...] Страшный суд ожидает каждого человека. Никакая земная власть, никакие врачи, никакая охрана не обезопасит от этого суда. Заботясь о спасении каждого человека, считающего себя чадом Русской Православной Церкви, мы не желаем, чтобы он явился на этот суд, неся на себе тяжелый груз материнских проклятий. Мы напоминаем, что Кровь Христова, пролитая Спасителем за жизнь мира, будет принята в таинстве Причащения теми людьми, кто отдает убийственные приказы, не в жизнь, а в муку вечную. Мы скорбим о том испытании, которому были незаслуженно подвергнуты наши братья и сестры в Украине.
По словам религиоведа Николая Митрохина, большая часть духовенства и епископата предпочитают не высказываться на тему войны из-за страха преследования. За первые три месяца из внутрироссийских епископов открыто поддержали войну только два митрополита — Воронежский Сергей и Екатеринбургский Евгений. При этом после начала полномасштабного вторжения в Украину многие священники Московского патриархата стали выступать против войны. По состоянию на май 2024 года за антивоенную позицию в России были подвергнуты репрессиям 47 священнослужителей. На выступающих против войны священнослужителей в России заводят уголовные и административные дела. Так, в начале марта 2022 года священник Иоанн Бурдин из Костромской области высказался против войны. Вскоре на сайте прихода было опубликовано следующее сообщение:
Мы, христиане, не смеем оставаться в стороне, когда брат убивает брата, христианин — христианина. Не будем повторять преступлений тех, кто приветствовал действия Гитлера 1 сентября 1939 года. Мы не можем стыдливо прикрывать глаза и называть черное белым, зло — добром… Кровь жителей Украины останется на руках не только правителей РФ и солдат, выполняющих этот приказ. Их кровь — на руках каждого из нас, одобривших эту войну или просто промолчавших…
Однако публикация провисела всего несколько дней — один из прихожан написал донос на Бурдина, из-за чего было заведено административное дело за «дискредитацию использования Вооруженных сил Российской Федерации в целях защиты интересов Российской Федерации и её граждан». Священник был оштрафован на 35 тысяч рублей.
В апреле 2022 года было заведено дело против дьякона Дмитрия Баева, опубликовавшего на своей странице ВКонтакте серию репостов Telegram-канала «Клирик» с призывами судить Владимира Путина на Международном уголовном трибунале. Вскоре в квартире дьякона был проведён обыск, а сам священник — объявлен в федеральный розыск. Однако на тот момент Баев уже покинул Россию вместе с семьёй.
В начале марта 2022 года ряд священнослужителей РПЦ опубликовали открытое письмо с призывом к примирению и прекращению войны, в котором также говорится, что «народ Украины должен самостоятельно решать свою судьбу, не под дулом автомата и без давления со стороны как Запада, так и Востока». Помимо прочего, священнослужители обратили внимание на массовые задержания россиян на антивоенных акциях: «Никакой ненасильственный призыв к миру и прекращению войны не должен насильственно пресекаться и рассматриваться как нарушение закона, ибо такова божественная заповедь: „Блаженны миротворцы“». На октябрь 2022 года письмо подписали около 300 священников.
В мае 2023 года московского священника Иоанна Коваля лишили сана за изменение слов в молитве «О Святой Руси» — во фразе «Возстани, Боже, в помощь людем Твоим и подаждь нам силою Твоею победу» он изменил слово «победа» на «мир». В этом же году священник Владимир Королев был освобожден от должности настоятеля Казанского храма в Туле и выведен за штат после отказа собирать средства на «Специальную военную операцию». В январе 2024 года был лишен сана протоиерей Алексей Уминский за отказ читать спецмолитву патриарха Кирилла с пожеланием победы России в войне с Украиной. В апреле 2024 года патриарх Кирилл запретил в служении священника Димитрия Сафронова, проводившего панихиду на могиле Алексея Навального после его гибели. До этого Сафронов также отказывался читать «Молитву о победе святой Руси», в которой говорится, что «войны хотящие ополчились на Святую Русь и желают разделить и погубить единый её народ». Впоследствии многие репрессированные РПЦ священники были восставлены в сане Синодом Вселенского патриархата.
Зарубежные епархии РПЦ и церкви других государств, подчиняющихся Москве, также преследуют своих священников за антивоенную позицию. Так, священник Испанско-Португальской епархии РПЦ Андрей Кордочкин был лишён должности секретаря епархии и запрещен в служении после осуждения российского вторжения в Украину. Пять священнослужителей Православной церкви Литвы были лишены сана за критику провоенной позиции патриарха Кирилла.
Против войны в Украине высказывались и белорусские священнослужители. Из-за угрозы преследований многие из них ранее были вынуждены уехать из страны и закрыть свои социальные сети. Однако с началом полномасштабных военных действий в Украине они стали размещать антивоенные призывы и декларации, ставить в знак солидарности украинский флаг на аватарки, присоединяться к петициям и помогать беженцам. Многие поддержали и церковную форму протеста — молитвы за Украину. 26 февраля белорусские православные верующие инициировали петицию патриарху Кириллу с требованием выступить против российской агрессии, которая собрала более 600 подписей. На реакцию Белорусской ПЦ значительно повлияло подавление протестов в 2020-21 годах. Тогда епископы, священники и пасторы участвовали в акциях солидарности и критически отзывались о действиях режима. Однако белорусское правительство значительно подавило протестное движение среди духовенства и «нелояльные» епископы были заменены на более лояльных. Также белорусских священников лишали должностей, в их квартирах проводили обыски, против них велась травля в социальных сетях и государственных СМИ.
Для поддержки священников, попавших под преследование, в октябре 2023 года был создан фонд «Мир всем».

## Критика от политиков и санкции
В сентябре 2022 года президент ФРГ Франк-Вальтер Штайнмайер заявил, что РПЦ откровенно лжёт верующим, распространяет пропаганду и оправдывает войну.
В мае 2022 года Еврокомиссия предложила ввести санкции в отношении главы РПЦ. Глава дипломатии Евросоюза Жозеп Боррель заявил, что патриарх Кирилл должен быть включён в «чёрный список» Евросоюза. Однако обсуждения о включении главы РПЦ в список санкционированных лиц блокировали представители Венгрии.
На апрель 2024 года санкции против патриарха Кирилла были введены Канадой, Великобританией, Литвой, Украиной, Австралией, Новой Зеландией, Чехией, Эстонией.
В апреле 2024 года Парламентская ассамблея Совета Европы приняла резолюцию в связи с гибелью Алексея Навального. В документе утверждалось, что Россия под властью Владимира Путина использует «неоимперскую идеологию Русского мира» для вторжения в Украину. Важную роль в современной российской идеологии, согласно резолюции, играет РПЦ во главе с патриархом Кириллом. В ответ патриарх Кирилл заявил, что введённые против него санкции связаны с тем, что Русская православная церковь «идёт по цивилизационному пути развития, отличному от выбранного коллективным Западом».

## Действия Русской православной церкви на оккупированных территориях
После боевых действий в Донецкой, Запорожской, Луганской и Херсонских областях, многие храмы и молельные дома христианских конфессий были повреждены. Уцелевшие храмы либо захватывает РПЦ, либо используют российские власти для своих нужд. Фактически РПЦ получила контроль над религиозной жизнью в регионах. Приходы Украинской православной церкви Московского патриархата в добровольно-принудительном порядке вошли в состав РПЦ (шесть из семи епархий), приходов Православной церкви Украины и Украинской грекокатолической церкви не осталось вовсе. В целом количество религиозных организаций, не подчиняющихся Московскому патриархату, уменьшилось в пять раз после оккупации.